# Xysticus gallicus
Xysticus gallicus is een spinnensoort uit de familie van de krabspinnen (Thomisidae).
De wetenschappelijke naam van de soort werd in 1875 gepubliceerd door Eugène Simon.

## Ondersoorten
- Xysticus gallicus gallicus
- Xysticus gallicus batumiensis Mcheidze & Utochkin, 1971[1]